# Hortus Animae
Gli Hortus Animae sono un gruppo musicale italiano di genere black metal, fondato a Rimini nel 1997 e guidato dal cantante Martyr Lucifer.

## Formazione

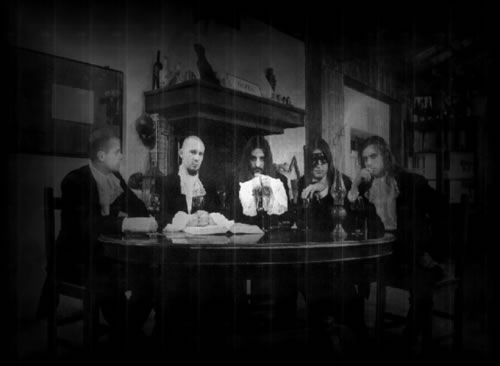
Il gruppo nel 2005.

- Martyr Lucifer: voce
- Grom: batteria e percussioni
- Hypnos: chitarre
- Bless: tastiere
- MG Desmadre: chitarre
- Adamant: basso
- GL Ghöre: batteria

### Ex componenti
- Lorenzo Bartolini - chitarra, tastiere (1997–1999)
- Thomas Ghirardelli - batteria, growl (1997–2001)
- Claudio Caselli - chitarra, growl (1997-1998)
- Eleonora Valmaggi - tastiere, violino, voce femminile (1997-2000)
- Scorpios - chitarra turnista (1998)
- Karnal - chitarra (2000), basso (2006-2008)
- Iarsa - chitarra (2001)
- Vallo - batteria turnista (2002)
- Arke - chitarra (2002)
- Moonbeam - violino turnista (2003, 2005)
- Amon 418 - chitarra, sintetizzatori (2004-2012)
- Claudio Tirincanti - batteria turnista (2005-2006)
- Ecnerual - violino turnista (2014)

## Discografia
Demo
- 1998 - An Abode for Spirit and Flesh (demo-tape, 1998)

Album
- 2000 - The Melting Idols (autoprodotto)
- 2003 - Waltzing Mephisto (Black Lotus Records)
- 2005 - The Blow of Furious Winds (Sleaszy Rider Records / EMI)
- 2008 - Funeral Nation/10 Years of Hortus Animae (Sleaszy Rider Records)
- 2012 - Funeral Nation MMXII (Thrash Corner Records)
- 2014 - Secular Music (Flicknife Records)
- 2014 - Godless Years (Satanica Productions)

EP
- 2016 - There's No Sanctuary (Azermedoth Records / BlackHeavens Music)